# Mecklenburgische Staatskapelle
A Mecklenburgische Staatskapelle é uma orquestra alemã baseada na cidade de Schwerin.